# Lindon (Utah)
Lindon ist eine Stadt im Utah County im US-Bundesstaat Utah mit 11.397 Einwohnern im Jahr 2020. Sie liegt im Utah Valley auf einer Höhe von 1415 m am Ostufer des Utah Lakes und erstreckt sich in Nord-Süd-Richtung als gut zwei Kilometer breiter Streifen vom Seeufer bis in die westlich aufragende Wasatchkette. Sie gehört zur von Lehi bis Provo durchgehenden Agglomeration der Orem/Provo-Metropolregion.
Die Siedlung entstand als Southfield des nördlich benachbarten Pleasant Grove und wurde 1924 als selbstständige Gemeinde eingetragen.
Die Stadt ist im Norden mit Pleasant Grove und im Süden mit Orem zusammengewachsen und verzeichnet in den Jahren seit 1990 wie alle Städte der Region ein starkes Wachstum mit Wandel von der Landwirtschaft zur Vorstadt der wirtschaftlichen Zentren. Der relativ später Ausbau der Stadt zog wirtschaftlich überdurchschnittlich starke Bewohner an, so dass die Einkommen der Bewohner von Lindon weit über dem Durchschnitt von Utah County liegen.
Die Stadt ist in Nord-Süd-Richtung durch den Interstate Highway 15 und den parallel verlaufenden U.S. Highway 89 erschlossen.